# Bruno Cadoré
Padre Bruno Cadoré, Maestro generale dell'Ordine dei predicatori (Le Creusot, 14 aprile 1954), è un presbitero francese dell'Ordine dei Frati Predicatori.
È stato eletto Maestro Generale (87° nella storia del suo Ordine) in occasione del capitolo generale dei Domenicani celebratosi a Roma il 5 settembre 2010.
Ha terminato il suo mandato il 13 luglio 2019 con l'elezione di frà Gerard Timoner III, nel capitolo generale dei Domenicani di Bien Hoà.

## Biografia
Bruno Cadoré è nato a Le Creusot, in Francia, nel 1954.
Era un medico prima di entrare nel noviziato dei Frati Predicatori nel 1979. Fece la professione dei voti religiosi nel 1980 e fu ordinato sacerdote nel 1986, per poi conseguire un dottorato in teologia morale nel 1992. Prima della sua elezione a Maestro dell'Ordine, Cadoré era priore della provincia domenicana di Francia. È stato anche direttore del Centro di Etica Medica dell'Università Cattolica di Lilla.